# هارویچ غربی (ماساچوست)
هارویچ غربی (به انگلیسی: West Harwich) یک منطقهٔ مسکونی در ایالات متحده آمریکا است که در هارویک (ماساچوست) واقع شده‌است. هارویچ غربی ۳٫۹۶ متر بالاتر از سطح دریا قرار دارد.